# Nabis pseudoferus
Nabis pseudoferus ist eine Wanzenart aus der Familie der Sichelwanzen (Nabidae). Sie wurde im Jahr 1949 von dem damals 20-jährigen Reinhard Remane erstbeschrieben.

## Merkmale
Die Wanzen werden 6,5 bis 8,5 Millimeter lang. Sie besitzen eine hellbraune Grundfarbe. Über Kopf, Halsschild und Schildchen verläuft ein dunkler Mittelstrich. Die Wanzen sind meist voll geflügelt (makropter), nur in seltenen Fällen besitzen sie verkürzte Flügel (brachypter) und sind dadurch flugunfähig. Die Wanzen ähneln stark der verwandten Art Nabis ferus. Deren Hemielytren sind jedoch dichter behaart, insbesondere hat Nabis pseudoferus auffallend weniger Härchen an der Spitze des Coriums. Die Populationen an den Rändern des Vorkommens unterscheiden sich merklich von der Nominatform und weisen intermediäre Formen auf. Diese werden deshalb als Unterarten geführt.

## Verbreitung und Taxonomie
Es wurden innerhalb der Art Nabis pseudoferus folgende Unterarten beschrieben:
- Nabis pseudoferus azorensis Remane, 1962 – auf den Azoren
- Nabis pseudoferus ibericus Remane, 1962 – Kanarische Inseln, Madeira, Iberische Halbinsel, Nordafrika, Mittelmeerraum
- Nabis pseudoferus orientarius Remane, 1963 – Zypern, Naher und Mittlerer Osten
- Nabis pseudoferus pseudoferus Remane, 1949 – weite Teile Europas einschließlich England und Skandinavien
- Nabis pseudoferus transcaspicus Remane, 1962 – im Iran und in Turkmenistan

## Lebensweise
Die Wanzen beobachtet man das ganze Jahr über. Die Art überwintert als Imago. Im Frühjahr findet die Eiablage an Grashalme statt. Ab August erscheinen die voll entwickelten Wanzen der neuen Generation. Die Wanzen jagen verschiedene Insekten, weisen dabei aber keine Spezialisierung auf. Sie sind in Mitteleuropa recht häufig, wesentlich häufiger als die verwandte Art Nabis ferus.